# Fence Riders
Fence Riders è un film del 1950 diretto da Wallace Fox.
È un western statunitense con Whip Wilson, Andy Clyde e Reno Browne.

## Produzione
Il film, diretto da Wallace Fox su una sceneggiatura di Eliot Gibbons, fu prodotto dallo stesso Fox< per la Monogram Pictures e girato a Santa Clarita e nel Melody Ranch a Newhall, in California, nel novembre del 1949.

## Distribuzione
Il film fu distribuito negli Stati Uniti dal 19 gennaio 1950 al cinema dalla Monogram Pictures.